# Kokujewia
Kokujewia (лат.) — род небольших перепончатокрылых насекомых из семейства аргиды. Известно 3 вида.

## Описание
Тело длиной от 10,0 до 12,0 мм. Передние крылья с 3 ячейками Rs; ячейка R закрыта; жилка Sc присутствует; жилка 2r-m отсутствует; жилки B и M соединяются в одной точке на жилке R; ячейка 2A отсутствует или открыта, жилки A2+A3 едва различимы, прямые, без чёткой вершины. Ячейка A заднего крыла закрыта. Все голени без преапикальных шпор. Личинки олигофаги на Гречишных (Polygonaceae).

## Систематика
В мировой фауне насчитывается 3 вида.
- Kokujewia clementi Zirngiebl, 1949[4][5]
  - =Kokujewia taschevi Vassilev, 1978
- Kokujewia ectrapela Konow, 1902[6]
- Kokujewia palestina Benson, 1954

## Распространение
Встречаются в Палеарктической биогеографической области, включая Грузию, сев. Осетию и Азербайджан, Армению, Ставрополь (Россия), Палестину (Израиль), Болгарию, Грецию, Иран и Турцию.